# John Collins
|  | Aquest article tracta sobre John Collins. Vegeu-ne altres significats a «Collins». |

John Collins   (Oxford, p. 1626 - Londres, 10 de novembre de 1683) va ser un matemàtic aficionat anglès, del segle xvii, conegut per haver estat un dels primers a publicar texts de comptabilitat pels industrials i comerciants.

## Vida
Collins va néixer prop d'Oxford en una data incerta, fill d'un pastor que feia els oficis religiosos a les presons i que arrodonia els seus ingressos fent lectura i proves d'impressió. La seva família no era pas rica i, en quedar orfe als tretze anys, va entrar d'aprenent en un venedor de llibres d'Oxford on va tenir l'oportunitat de millorar la seva formació primària. Això no obstant, el venedor de llibres va fer fallida i, aleshores, va aconseguir un lloc d'administratiu a les cuines i caves del príncep de Gal·les (futur Carles II) sota la direcció de l'administrador, John Marr. Marr, un matemàtic aficionat constructor de rellotges de Sol, va ensenyar comptabilitat i diverses àrees de matemàtica aplicada a Collins, qui en va quedar entusiasmat.
La guerra civil anglesa va tornar a significar la pèrdua de la feina, en reduir les seves despeses la casa reial despatxant empleats. Aproximadament entre 1642 i 1649, Collins va estar enrolat en un vaixell anglès al servei de la República de Venècia, participant en la defensa de Creta contra els turcs. Això li va donar l'oportunitat de comprovar la superioritat tècnica de les naus holandeses i va fer que s'esmercés en l'estudi de les matemàtiques i dels comptes mercantils.
Retorna a Londres el 1649, i s'estableix com a professor particular de Matemàtiques i Comptabilitat. Després de la publicació amb gran èxit del seu llibre de comptabilitat (1652) i en plena restauració monàrquica, li ofereixen el nomenament d'administrador de l'Oficina d'Imposts, lloc que ocuparà durant una dècada, desenvolupant una tasca més aviat d'auditor, revisant els números i perseguint el frau.
En aquest temps va prosseguir els seus treballs aficionats de matemàtiques, el que li va valer per a ser nomenat fellow de la Royal Society el 1667. El secretari de la societat era Henry Oldenburg qui, en temes matemàtics va donar tota la confiança a Collins, qui va esdevenir una mena de secretari no oficial per a tots els temes matemàtics de la Societat i el va obligar a mantenir una extensa correspondència amb els matemàtics més importants de l'època, incloent-hi Barrow, Gregory, Huygens, Leibniz, Newton, Pell, Kersey, Sluse, Tschirnhaus i Wallis entre d'altres.
El 1670, en establir-se el Consell de les Plantacions, sota la presidència de lord Sandwich, va passar a ser administrador en aquesta institució. Aquest període va ser especialment dur per a Collins, ja que amb el seu salari no podia abastar el manteniment de la seva família que incloïa set fills. En els darrers anys de la seva vida, va exercir d'administrador a la Casa de la Moneda (1673) i a la Companyia Reial de la Pesca (1676), sense sortir de les seves penes econòmiques.

## Obra
Collins es definia a si mateix com escriptor, comptable i filomatemàtic. Aquests dos darrers aspectes són els que fan important l'obra de Collins.

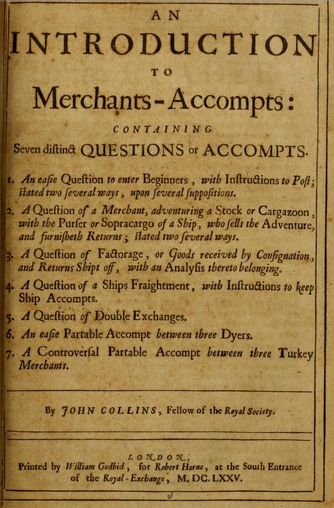
Portada de l'edició de 1675 del An Introduction to Merchants Accompts

### Comptabilitat
La llarga experiència de Collins amb el món empresarial el va familiaritzar amb els imposts, el comerç internacional, la fabricació de moneda, i moltes altres facetes econòmiques.
Tota aquesta experiència la va abocar en el seu llibre An introduction to Merchants-Accompts (Introducció als comptes dels comerciants), publicat per primera vegada el 1653 i que, gràcies el seu èxit, es va reeditar els anys 1664, 1674, 1675 i 1697 en edicions més o menys reformades i ampliades. Va ser, doncs, un dels texts de comptabilitat mercantil més llegits i utilitzats en el segle xvii.
El llibre és d'una gran precisió i claredat i aporta idees innovadores com la utilització de la doble partida per a registrar els moviments interns de les matèries primeres en els processos productius.

### Matemàtiques
Les seves obres matemàtiques publicades en articles als Philosophical Transactions de la Royal Society no són gaire rellevants. La seva aportació fonamental és la seva correspondència, que mostra les seves habilitats com a bibliògraf, bibliòfil i subministrador de llibres per a tots els matemàtics de la seva època, amntenint fins u tot una xarxa de contactes amb matemàtics del continent,
Tant és així que, anys després de la seva mort, el 1712, aquesta correspondència va ser publicada sota el títol de Commercium Epistolicum, i s'hi pot comprovar la gran influència que va tenir en el treball dels matemàtics contemporanis.